# Nautisme
« Yachting » redirige ici. Pour le magazine, voir Yachting (magazine).
 (décembre 2012).
Si vous disposez d'ouvrages ou d'articles de référence ou si vous connaissez des sites web de qualité traitant du thème abordé ici, merci de compléter l'article en donnant les références utiles à sa vérifiabilité et en les liant à la section « Notes et références ».

Cinq scènes de nautisme, Dutton, Thomas Goldsworth (1876).

Le nautisme regroupe les activités de sport et celles de loisir qui consistent à naviguer sur un plan d'eau, que ce soit la mer, la rivière ou un bassin.

## Définition
Ensemble des activités sportives pratiquées sur l'eau, en particulier la navigation de plaisance.
Cette notion permet d'indiquer qu'une même activité se conduit dans différents environnements et pour des motifs différents mais toujours en relation avec la navigation sur l'eau. Elle spécifie entre autres ce qui n'est pas uniquement maritime ou uniquement fluvial mais les deux à la fois. Elle permet aussi de distinguer parmi les activités aquatiques, celles qui font appel à des compétences de navigation.
La navigation de plaisance à la voile est ainsi plus une activité nautique que maritime. Le ski qui ne se pratique pas sur la neige mais sur l'eau, aussi bien en mer, qu'en rivière, en lac ou en bassin et qui le fait à la fois dans le cadre de compétitions et pour le divertissement est dit « ski nautique ». En revanche, la gymnastique qui se pratique dans l'eau sera dite « gymnastique aquatique », ou aquagym.

## Description
Les activités nautiques peuvent être conduites en haute-mer, le long des côtes, en eaux dites « calmes », comme celles d'un lac, ou en eaux dites « vives », comme celles d'un torrent. Elles sont organisées pour la balade (B), la pêche (P) ou la compétition (C). Elles font appel à diverses sortes d'embarcations et d'engins.
|                 |                 | Haute-mer | Côtière | Eaux calmes | Eaux vives |
| --------------- | --------------- | --------- | ------- | ----------- | ---------- |
| Ski nautique    | Ski nautique    | B         | B       | BC          | ---        |
| Kite-surf       | Kite-surf       | BC        | BC      | BC          | ---        |
| Aviron          | Aviron          | ---       | BPC     | BPC         | ---        |
| Planche à voile | Planche à voile | BC        | BC      | BC          | ---        |
| Barque          | Barque          | ---       | BP      | BP          | ---        |
| Canoë           | Canoë           | ---       | BC      | BPC         | BC         |
| Kayak           | Kayak           | BC        | BC      | BC          | BC         |
| Voile           | Dériveur        | ---       | BC      | BC          | ---        |
| Voile           | Petit voilier   | BPC       | BPC     | BPC         | ---        |
| Voile           | Grand voilier   | BC        | BC      | ---         | ---        |
| Aéroglisseur    | Aéroglisseur    | ---       | ---     | BC          | ---        |
| Motomarine      | Motomarine      | B         | B       | BC          | B          |
| Bateau à moteur | Bateau à moteur | BPC       | BPC     | BPC         | BPC        |

## Économie
Au XXIe siècle, le nautisme représente tout un secteur économique formé pour l'essentiel[réf. nécessaire] des domaines suivants :
- La fête nautique
- La navigation de plaisance, à voile ou à moteur
- Les courses de voiliers
- Les sports motonautiques.
- Les salons nautiques.

Cette industrie nautique regroupe les activités de construction d'engins, de fabrication d'équipements, d'aménagement de sites, d'organisation de manifestations et de formation des pratiquants. Ce secteur comprend par exemple le marché des yachts de luxe, celui des nouveaux engins de glisse comme le jet-ski ou celui des croisières. Ce marché tend à se diversifier, les principaux acteurs de la vente d'équipements, et d'embarcations, bateaux à moteur ou voiliers, sont de plus en plus présents sur des sites spécialisés.

### En France
En 2021, le secteur du nautisme compte 5 668 entreprises, 41 361 salariés pour un chiffres d'affaires total de 4,7 milliards d'euros. 

## Sports olympiques
- Aviron
- Canoë-kayak
- Voile